# 柳白
柳白（？—），中华人民共和国政治人物、外交官。
1988年，接替崔杰，担任中华人民共和国驻毛里塔尼亚大使。1993年，由张俊岐接任。